# Chikkabadihalli, Challakere
Chikkabadihalli là một làng thuộc tehsil Challakere, huyện Chitradurga, bang Karnataka, Ấn Độ.